# 佐土原遼
佐土原 遼（さどはら りょう、1999年10月24日 - ）は、日本の男子プロバスケットボール選手である。ポジションはスモールフォワード。B.LEAGUEの琉球ゴールデンキングス所属。

## 来歴
神奈川県出身。
東海大相模高校では全国大会に縁がなかったが、東海大に進み、3年次にインカレ優勝、4年次には関東リーグMVPに輝いた。
3年次の2020年12月23日には広島ドラゴンフライズと特別指定選手契約を結ぶ。
4年次のインカレ終了後の2021年12月13日、広島ドラゴンフライズとプロ契約。
2023年5月19日、広島ドラゴンフライズを退団することが発表され、同年6月22日、FE名古屋への移籍が決定した

。
2025年6月26日、琉球ゴールデンキングスへの移籍が決定した。

## 日本代表歴
- 2022年FIBA 3×3ワールドカップ
- 2022年FIBA 3×3アジアカップ
- 2022年FIBA 3×3 U-23ネーションズリーグ アジア